# أورسولا فون دير لاين
أورسولا غيرترود فون دير لاين (بالألمانية: Ursula Gertrud von der Leyen)  (اسم الولادة ألبريشت؛ مواليد 8 تشرين الأول 1958) سياسية ألمانية تنتمي لحزب الاتحاد الديمقراطي المسيحي (CDU) تشغل منصب رئيسة المفوضية الأوروبية منذ الأول من تشرين الثاني/نوفمبر 2019. من 2013 إلى 2019 شغلت منصب وزيرة الدفاع، وهي أول امرأة تشغل هذين المنصبين.
وُلدت ونشأت في بروكسل عام 1958، حيث كان والدها إرنست ألبرشت أحد أوائل موظفي الخدمة المدنية الأوروبيين. انتقلت إلى هانوفر في عام 1971 عندما دخل والدها السياسة ليصبح رئيس وزراء ولاية ساكسونيا السفلى في عام 1976. عاشت في لندن أواخر سبعينيات القرن العشرين عندما كانت طالبة اقتصاد باسم روز لادسون، وهو اسم أم جدتها الأمريكية من تشارلستون، كارولاينا الجنوبية. بعد تخرجها كطبيبة من كلية هانوفر الطبية عام 1987، تخصصت في صحة المرأة. في عام 1986 تزوجت من زميلها الطبيب هايكو فون دير لاين. كأم لسبعة أطفال كانت ربة منزل خلال فترات من التسعينات وعاشت لمدة أربع سنوات في ستانفورد، كاليفورنيا، في الوقت الذي كان فيه زوجها في هيئة التدريس بجامعة ستانفورد. عادوا إلى ألمانيا في عام 1996.
في أواخر التسعينيات انخرطت في السياسة المحلية في منطقة هانوفر وشغلت منصب وزيرة الشؤون الاجتماعية والمرأة والأسرة والصحة في حكومة ولاية ساكسونيا السفلى من 2003 إلى 2005. في عام 2005 انضمت إلى الحكومة الاتحادية، أولاً كوزيرة لشؤون الأسرة وكبار السن والمرأة والشباب من عام 2005 إلى عام 2009، ثم كوزيرة للشؤون الاجتماعية والعمل من عام 2009 إلى عام 2013، قبل أن تخلف توماس دي ميزير كوزيرة للدفاع في عام 2013. أعلنت استقالتها كوزيرة للدفاع في 15 يوليو 2019. وهي الوزيرة الوحيدة التي عملت باستمرار في حكومات أنغيلا ميركل منذ أن تولت منصبها عام 2005. كانت تُعتبر في السابق منافسًا رئيسيًا لخلافة ميركل كمستشارة ومرشحة مفضلة لمنصب الأمين العام لحلف الناتو.
في 2 يوليو 2019 تم اقتراح أورسولا فون دير لاين من قبل المجلس الأوروبي كمرشحة لمنصب رئيس المفوضية الأوروبية. تم انتخابها من قبل البرلمان الأوروبي في 16 يوليو بأغلبية طفيفة. وفي 18 يوليو 2024 انتخب النواب الأوروبيون خلال اجتماعهم في ستراسبورغ أورسولا فون دير لايين لرئاسة المفوضية الأوروبية لولاية ثانية لمدة خمس سنوات حتى 2029.

## النشأة
ولدت أورسولا فون دير لاين في بروكسل. وهي ابنة «إرنست ألبرشت»، وهو سياسي بارز في حزب الاتحاد الديمقراطي المسيحي والمسؤول السابق في المفوضية الأوروبية، وكذلك لفترة طويلة رئيس وزراء ولاية سكسونيا السفلى. شقيقها هو رجل الأعمال «هانز هولجر ألبرخت.»
ولدت في إيكسل في بروكسل، حيث عمل والدها للمفوضية الأوروبية (كمدير عام من 1969). درست في «المدرسة الأوروبية» حتى عام 1971، عندما انتقلت العائلة إلى ليرته في هانوفر بعدما أصبح والدها الرئيس التنفيذي لشركة بالزن (Bahlsen) وانخرط في سياسة ولاية سكسونيا السفلى.
أورسولا فون دير ليان من سلالة البارون «لودفيغ كنوب»، وهو تاجر قطن من مدينة ولاية بريمن وأحد رجال الأعمال الأكثر نجاحا في القرن ال19.

## التعليم
تربت أورسولا فون دير ليان في بلجيكا وتتحدث باللغتين الألمانية والفرنسية كلغة أم، فضلا عن اللغة الإنجليزية.
في عام 1977 أصبحت طالبة اقتصاد في جامعة غوتينغن، وسرعان ما انتقلت إلى مونستر ثم كلية لندن للاقتصاد. أثناء دراستها في لندن في عام 1978، استخدمت الاسم المستعار «روز لادسون»، لأنه كان ينظر إليها كهدف محتمل للإرهاب اليساري جناح ألمانيا الغربية. "Röschen" («روزي») كان لقبها منذ الطفولة. في عام 1980، تحولت لدراسة الطب، وبعد ذلك التحقت بكلية الطب في هانوفر، حيث تخرجت في عام 1987 بعد سبع سنوات.
من عام 1988 إلى عام 1992، عملت كطبيب مساعد في العيادة النسائية في كلية هانوفر الطبية. عند الانتهاء من الدراسات العليا، تخرج منها كدكتورة في الطب عام 1991.
من عام 1992 إلى عام 1996، بعد ولادة توأمان، كانت ربة منزل في ستانفورد، كاليفورنيا، في حين كان زوجها عضو هيئة التدريس في جامعة ستانفورد.
من عام 1998 إلى عام 2002، كانت أحد أعضاء هيئة التدريس في قسم علم الأوبئة وبحوث الطب الاجتماعي والنظام الصحي في كلية الطب في هانوفر، حيث حصلت في عام 2001 على درجة الماجستير في الصحة العامة.

## الحياة السياسية
انضمت أورسولا فون دير لابن لحزب الاتحاد الديمقراطي المسيحي في عام 1990، وأصبحت ناشطة في السياسة في عام 1999، ودخلت السياسة المحلية في عام 2001 في منطقة هانوفر.

### وزيرة على مستوى الولاية
أنتخبت أورسولا فون دير لاين إلى «برلمان ساكسونيا السفلى» في انتخابات الولاية لعام 2003، ومن 2003 إلى 2005 كانت وزيرة في حكومة الولاية، خدمت في حكومة كرستيان فولف، مسؤولة عن الشؤون الاجتماعية والمرأة والأسرة والصحة.
في عام 2003، كانت أورسولا جزء من المجموعة التي تم تعيينها من قبل زعيمة المعارضة في ذلك الحين ورئيسة الاتحاد الديمقراطي المسيحي أنغيلا ميركل لصياغة مقترحات بديلة لإصلاح نظام الرعاية الاجتماعية ردا على مشروع المستشار غيرهارد شرودر المسمى «أجندة 2010». لجنة هيرتسوغ (سميت نسبة لرئيسها الرئيس الألماني السابق رومان هيرتسوغ)، أوصت بمجموعة شاملة من مقترحات الإصلاح بما في ذلك بين أمور أخرى، فصل أقساط الرعاية الصحية والتمريض من مدخول الناس وفرض مبلغ مقطوع شهريا في جميع المجالات بدلا من ذلك.
قبل «الانتخابات الاتحادية لعام 2005»، اختارت أنغيلا ميركل أورسولا فون دير لاين لاستلام حقيبة الأسرة والضمان الاجتماعي في حكومة الظل التي شكلتها. في المفاوضات لتشكيل الحكومة بعد «الانتخابات الاتحادية 2005»، قادت أورسولا وفد الاتحاد الديمقراطي المسيحي/الاتحاد الاشتراكي المسيحي في الفريق العامل المعني بوضع سياسة الأسرة؛ مشاركة إياها رئاسة الفريق ريناته شميدت من الحزب الديمقراطي الاجتماعي.

### وزيرة شؤون الأسرة والشباب
في عام 2005، عينت أورسولا فون دير لاين بمنصب وزيرة اتحادية لشؤون الأسرة وكبار السن والنساء والشباب في حكومة أنغيلا ميركل. بمناسبة الذكرى ال60 لتأسيس إسرائيل، شاركت فون دير لاين في اجتماع مجلس الوزراء المشترك الأول لحكومتي ألمانيا وإسرائيل في القدس في أذار 2008.

### وزيرة العمل والشؤون الاجتماعية
في الانتخابات الاتحادية لعام 2009، أنتخبت أورسولا إلى البرلمان الألماني البوندستاغ، ممثلة الدائرة الانتخابية ال42 من هانوفر، جنبا إلى جنب مع إديلغارد بولمان من الحزب الديمقراطي الاجتماعي. في المفاوضات لتشكيل الحكومة الائتلافية بعد الانتخابات، قادت وفد حزبي الاتحاد الديمقراطي المسيحي/الاتحاد الاجتماعي المسيحي في الفريق العامل المعني بوضع السياسة الصحية؛ شاركها رئاسة الفريق فيليب روسلير من الحزب الديمقراطي الحر. أعيد تعيينها وزيرة للعائلة، ولكنها في 30 تشرين الثاني 2009 خلفت فرانتس يوسف يونغ بمنصب الوزيرة الاتحادية للعمل والشؤون الاجتماعية.
خلال فترة توليها المنصب، زرعت أورسولا صورة كونها الضمير الاجتماعي لحزب الاتحاد الديمقراطي المسيحي وساعدت ميركل لنقل الحزب إلى أرض الوسط السياسي. في حديثها علنا من أجل زيادة عدد دور رعاية الأطفال ولإدخال حصة للنساء في مجالس إدارة الشركات المدرجة ومن أجل زواج المثليين والحد الأدنى للأجور، صنعت أورسولا لنفسها أعداء بين أعضاء الحزب التقليديين وفازت بمعجبين من اليسار.
كما ضغطت أورسولا أيضا لخفض الحواجز أمام الهجرة لبعض العمال الأجانب، من أجل مكافحة نقص العمال المهرة في ألمانيا. في 2013، خلصت إلى اتفاق مع حكومة الفلبين استهدف مساعدة الفلبينيين المهنيين العاملين في مجال الرعاية الصحية للحصول على العمل في ألمانيا؛ الشرط الرئيسي بهذا الاتفاق هو توفير نفس الشروط والأحكام للعمال الفلبينيين التي يحصل عليها أقرانهم الألمان.
أعتبرت أورسولا فون دير لاين في البداية الأوفر حظا لترشيحها من قبل الأحزاب الحاكمة الاتحاد الديمقراطي المسيحي\الاتحاد الاجتماعي المسيحي لانتخابات رئاسة ألمانيا في الانتخابات الرئاسية لعام 2010، ولكن تم اختيار كريستيان فولف في نهاية المطاف كمرشح الطرفين. وذكرت وسائل الإعلام في وقت لاحق أن ترشيح فولف جاء بمثابة ضربة لميركل، التي تم حظر اختيارها لأورسولا من قبل رؤساء وزراء الولايات الأكثر محافظة من كلا الحزبين.
في تشرين الثاني 2010، أنتخبت أورسولا فون دير لاين (ب 85٪ من الأصوات) كواحدة من أربعة نواب لرئيسة حزب الاتحاد الديمقراطي المسيحي أنغيلا ميركل، جنبا إلى جنب مع فولكر بوفيير ونوربرت روتغين وأنيته شافان. في وقت لاحق من ذلك الشهر، قالت لصحيفة بيلد أم زونتاغ بأنه ينبغي على حزب الاتحاد الديمقراطي المسيحي النظر في إنشاء آلية تصويت لاختيار المرشحين المستقبليين لمنصب المستشار. في عام 2012، أعيد انتخابها (ب 69٪ من الأصوات) كواحدة من نواب ميركل رئيسة الاتحاد الديمقراطى المسيحى، وهذه المرة تخدم جنبا إلى جنب مع بوفيير ويوليا كلوكنر وآرمين لاشيت وتوماس شتروبل.
في مفاوضات تشكيل الحكومة بعد الانتخابات الاتحادية لعام 2013، قادت أورسولا وفد الاتحاد الديمقراطي المسيحي/الاتحاد الاجتماعي المسيحي في الفريق العامل لوضع سياسة العمل والعمال، مع أندريا ناليس من الحزب الديمقراطي الاجتماعي.

### وزيرة الدفاع من 2013 إلى 2019

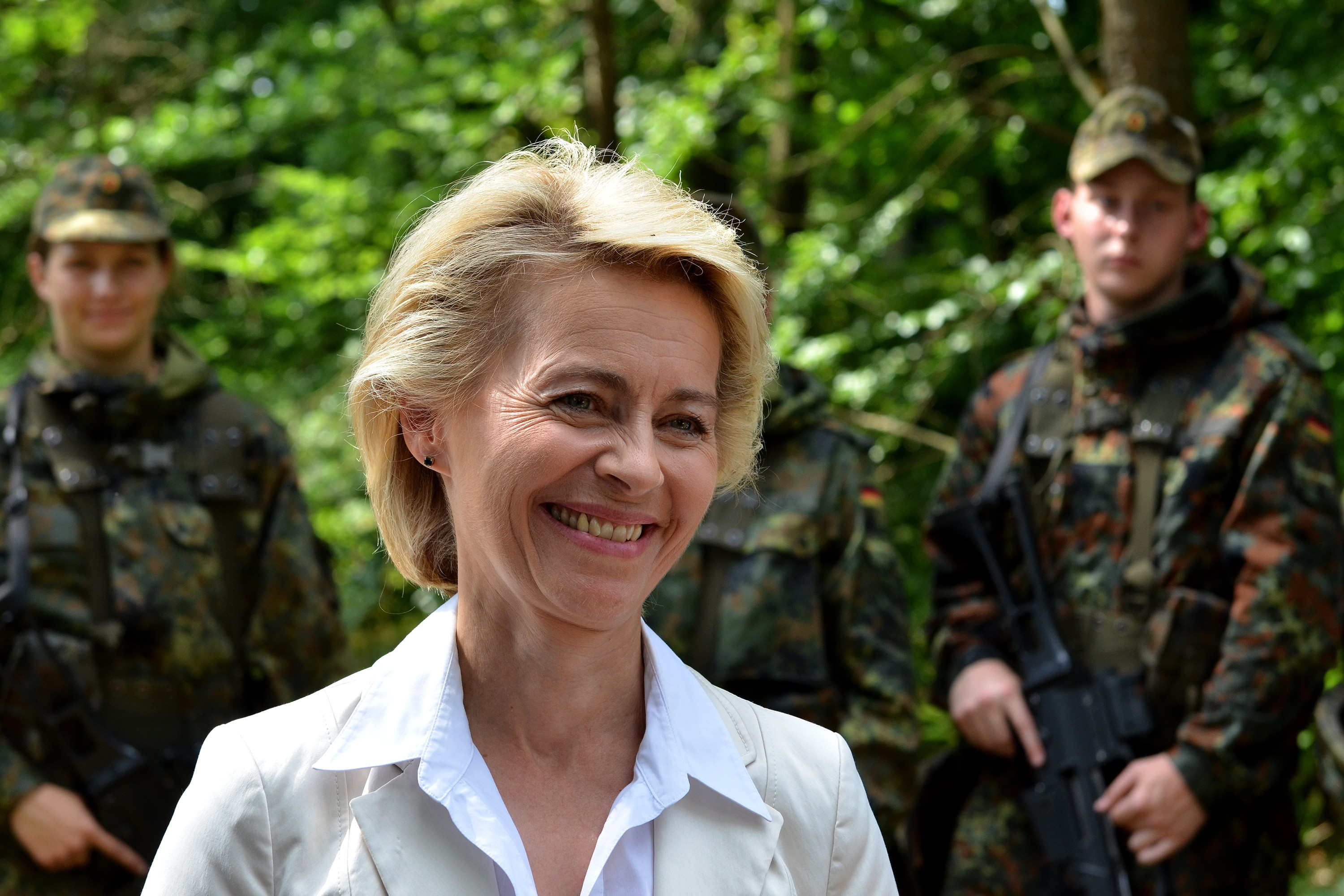
أورسولا فون دير لاين مع الجنود الألمان (2014)

في عام 2013، عينت أورسولا فون دير ليان كأول وزيرة للدفاع في ألمانيا. عن طريق تعيين شخصية فاعلة في الحزب مثل أورسولا فون دير لاين على رأس وزارة الدفاع، كان ينظر ميركل على نطاق واسع بأنها تقوم بتنشيط معنويات الوزارة التي تعاني هيبتها ومعنوياتها من فضيحة. جنبا إلى جنب مع وزير المالية فولفغانغ شويبله ووزير الداخلية توماس دي مايتسيره، فون دير لاين هي واحدة من ثلاثة وزراء فقط بقوا مع ميركل منذ توليها المستشارية في عام 2005.
ترأست أورسولا فون دير لاين اجتماع وزراء دفاع حزب الشعب الأوروبي، الذي يجمع وزراء دفاع حزب الشعب الأوروبي قبل اجتماعات مجلس الاتحاد الأوروبي.
بينما أنتخب بعض مسؤولي الحزب الآخرين مثل ميركل، بمجاميع أكثر من 90٪ إلى المجلس التنفيذي لحزب الاتحاد الديمقراطي المسيحي في مؤتمر الحزب في كانون الأول عام 2014، نالت أورسولا فون دير لاين فقط 70.5٪.

#### الأزمات الدولية
خلال السنة الأولى لها في المنصب، زارت أورسولا فون دير لاين قوات الجيش الألماني المتمركزة في أفغانستان ثلاث مرات، وأشرفت على انسحاب تدريجي للجنود الألمان من البلاد حيث أن حلف شمال الأطلسي كان قد بدأ تقليص قوة المساعدة الأمنية الدولية التي امتدت مهمتها القتالية 13 عاما. في صيف عام 2014، كان لها دور فعال في قرار ألمانيا إعادة إمداد مقاتلي البشمركة الكردية بمساعدة قاتلة. في أيلول 2015، أشارت إلى أنها مستعدة لتأخير انسحاب 850 جندي ألماني من أفغانستان إلى ما بعد 2016 بعد استيلاء مفاجئ لطالبان على مدينة قندوز الشمالية. القوات الألمانية اعتادت على أن تتمركز في قندوز كجزء من قوة المساعدة الأمنية الدولية التي يقودها حلف الناتو وبقيت متمركزة في شمال البلاد.
بعد انتقادات من المسؤولين الألمان للحملة العسكرية التي قام الرئيس التركي رجب طيب أردوغان ضد المسلحين الأكراد في آب 2015، سمحت أورسولا فون دير لاين بإيقاف مهمة ألمانية مدتها ثلاث سنوات لبطاريات صواريخ باتريوت في جنوب تركيا في كانون الثاني 2016 بدلا من الحصول على موافقة برلمانية لتمديدها. وفي الشهر نفسه، شاركت في اجتماع مجلس الوزراء المشترك الأول بين حكومتي ألمانيا وتركيا في برلين. وبحلول نيسان عام 2016، أعلنت القوات المسلحة الاتحادية الألمانية تحت قيادة فون دير لاين بأنها ستلتزم بمبلغ 65 مليون يورو لإقامة وجود دائم في قاعدة إنجرليك الجوية، وذلك كجزء من التزام ألمانيا في التدخل العسكري ضد داعش.
في مؤتمر ميونيخ للأمن عام 2015، دافعت أورسولا فون دير لاين علنا عن رفض ألمانيا بتزويد أوكرانيا بالأسلحة. مؤكدة أنه من المهم البقاء متحدين في أوروبا حول الوضع في أوكرانيا، وقالت إن المفاوضات مع روسيا كانت ممكنة على عكس مقاتلي الدولة الإسلامية. وقالت أن ألمانيا ترى في أوكرانيا وروسيا فرصة لإثبات أن حل الخلافات في القرن ال21 يجب أن يكون على طاولة المفاوضات وليس بالسلاح. وبالإضافة إلى ذلك، أشارت إلى أن روسيا لديها إمدادات لا نهائية تقريبا من الأسلحة التي يمكن أن ترسلها إلى لأوكرانيا. وتساءلت ما إذا كانت أي محاولة من جانب الغرب يمكن أن تتطابق مع أو أكثر أهمية من ذلك تحقيق النتائج التي تسعى إليها أوكرانيا ومؤيديها. على العكس من ذلك، قالت أورسولا فون دير لاين إعطاء الأسلحة للأوكرانيين لمساعدتهم في الدفاع عن أنفسهم يمكن أن يكون له عواقب غير مقصودة ومصيرية. «إن تسليم الأسلحة يكون تعجيل للنار»، ونقلت صحيفة زود دويتشه تسايتونغ اليومية عن أورسولا فون دير لاين قولها أيضا «ويمكن أن يعطي الكرملين ذريعة للتدخل علنا في هذا الصراع».
عندما استخدمت المجر خراطيم المياه والغاز المسيل للدموع لطرد طالبي اللجوء من الحدود المجرية-الصربية في أيلول عام 2015، انتقدت أورسولا فون دير لاين علنا حكومة رئيس الوزراء فيكتور أوربان ودعا التدابير «غير مقبولة وضد القواعد الأوروبية التي لدينا».
تحت قيادة أورسولا فون دير لاين، وافق البرلمان الألماني على خطط الحكومة في أوائل 2016 لإرسال ما يصل إلى 650 جندي إلى مالي، وتعزيز وجودها في بعثة الأمم المتحدة المتكاملة المتعددة الأبعاد لتحقيق الاستقرار في مالي.
وكان أورسولا فون دير لاين أول وزير دفاع أوروبي يزور وزير الدفاع جيمس ماتيس في وزارة الدفاع الأمريكية.

#### إصلاح القوات المسلحة
في عام 2014 قدمت أورسولا فون دير لاين مخطط ب 100 مليون يورو لجعل الجيش الألماني أكثر جاذبية للمجندين الجدد، وذلك من خلال تقديم دور الحضانة لأطفال الجنود، والحد من والظائف لتتناسب مع مواعيد الفصل الدراسي، وارتفاع كبير في بدلات المشقة عن الوظائف الوصعبة.

#### المشتريات العسكرية
في وقت مبكر من ولايتها، تعهدت أورسولا فون دير لاين بوضع قبضة شديدة على ميزانية المعدات العسكرية الألمانية بعد نشر تقرير KBMG عن الفشل المتكرر في السيطرة على الموردين والتكاليف ومواعيد التسليم، وعلى سبيل المثال، مع طائرة النقل إيرباص A400M أطلس وطائرة يوروفايتر تايفون وناقلة الجنود المدرعة بوكسر.
في عام 2015، انتقدت أورسولا فون دير لاين علنا إيرباص بسبب التأخير في تسليم طائرات النقل العسكرية A400M، شاكية من أن الشركة لديها مشكلة خطيرة مع جودة المنتج. تحت قيادتها، وافقت الوزارة على قبول 13 مليون يورو تعويض عن التأخير في تسليم كل من طائرة A400M الثانية والثالثة. في عام 2016، طلبت مبلغ 12,7 مليون يورو إضافية كتعويض عن التأخير في تسليم الطائرة الرابعة. أيضا في عام 2015، اختارت أورسولا فون دير لاين شركة MBDA، المملوكة من قبل مجموعة إيرباص وBAE للأنظمة البريطانية وليوناردو S.p.A. الإيطالية لبناء «نظام الدفاع الجوي المتوسط الموسع»، ولكن وضعت شروط صعبة لإبقاء الالتزام بالعقد.

#### صادرات الأسلحة

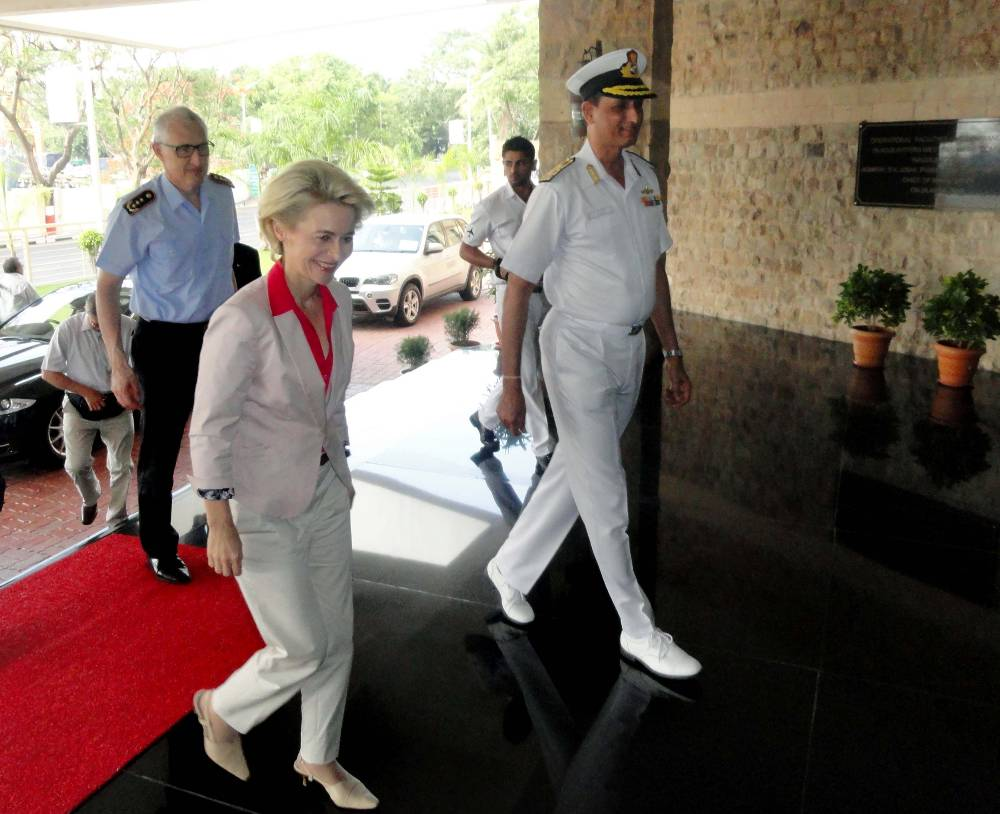
وزيرة الدفاع الالماني أورسولا فون دير ليان بعد أن استقبلها نائب الأدميرال رئيس أركان القيادة البحرية خلال زيارتها للهند

خلال زيارة عام 2015 إلى الهند، أعربت أورسولا فون دير لاين عن دعمها لمشروع بدأته الحكومة الهندية لبناء ستة غواصات ألمانية صغيرة تعمل بالديزل والكهرباء بتكلفة إجمالية قدرها 11 مليار دولار.

## الآراء السياسية

### رعاية الأطفال وإجازة الأبوة
تسلمت أورسولا فون دير لاين منصبها كوزيرة اتحادية لشؤون الأسرة وكبار السن والنساء والشباب في عام 2005. وفي ظل معارضة كبيرة، لا سيما من الجناح المحافظ في حزبها، حزب الاتحاد الديمقراطي المسيحي، أدخلت قانون تقدم الطفل (Kinderförderungsgesetz)، الذي احتاج 4.3 مليار يورو لإنشاء مراكز رعاية لأطفال في جميع أنحاء ألمانيا.
كما قدمت أورسولا فون دير لاين نظام إجازة الأبوة المدفوعة الذي يتبع النماذج الاسكندنافية، أيضا إعطاء شهرين إضافيين للآباء الذين يذهبون في إجازة الأبوة (Vätermonate باللغة الألمانية). هذا الجزء من القانون على وجه الخصوص اجتذب احتجاج من بعض المحافظين الألمان. اتهم الأسقف الكاثوليكي فالتر ميكسا أورسولا فون دير لاين بتحويل النساء إلى «آلات ولادة»، في حين اشتكى الحزب البافاري الشقيق الاتحاد الاجتماعي المسيحي من أورسولا فون دير لاين قائلا إن الرجال لا يحتاجون إلى «تدريب لتغيير الحفاضات». أثرت أورسولا فون دير لاين بنجاح في الرأي العام من خلال إصلاحاتها مع حملة العلاقات العامة ب 3 ملايين يورو، والذي عرضها لانتقادات لاستخدام الأموال العامة للدعوة السياسية وتوظيف تقنيات التسويق.

### حظرمواد الأطفال الإباحيةعلى شبكة الإنترنت

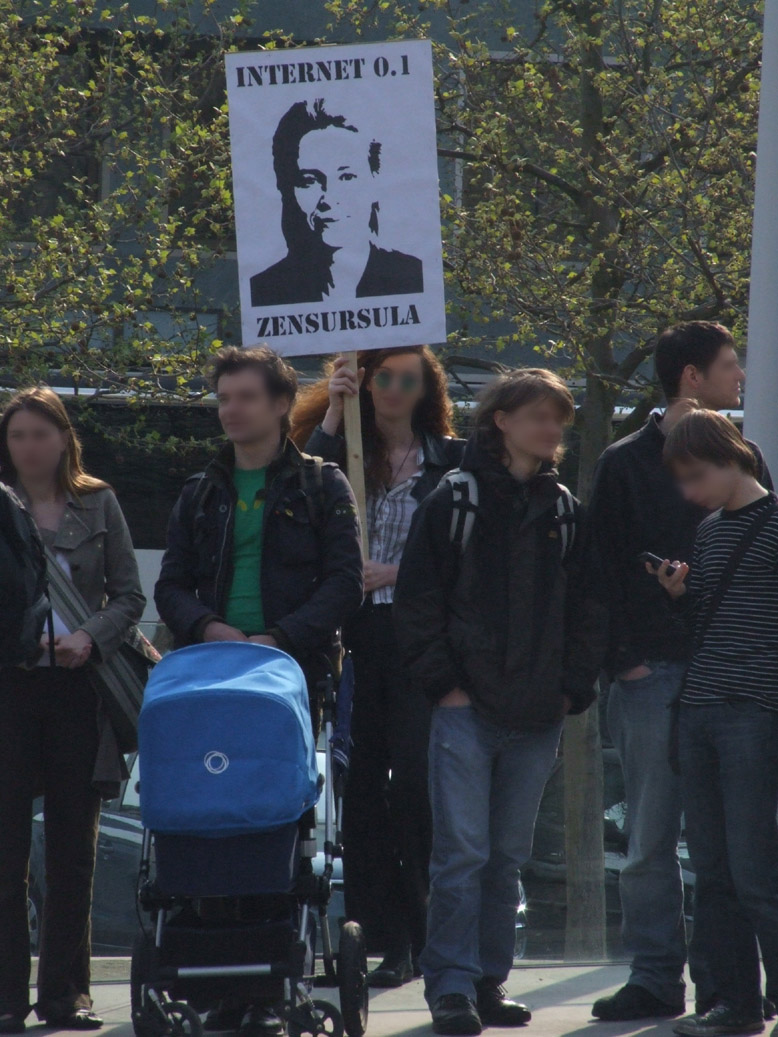
مظاهرة يوم 17 نيسان 2009 ضد الحجب المخطط لإنتاج مواد الأطفال الإباحية.

دعت أورسولا فون دير لاين لبدء حجب إلزامي لمواد الأطفال الإباحية على شبكة الإنترنت من خلال مقدمي الخدمة عبر قائمة حظر يحتفظ بها مكتب الشرطة الجنائية الاتحادية في ألمانيا (BKA)، وبالتالي خلق البنية التحتية الأساسية لرقابة واسعة على المواقع التي تعتبر غير شرعية من قبل الBKA.
جلبت لها هذه الإجراءات لقب "Zensursula"، وهي كلمة منحوتة تمزج اسمها مع الكلمة الألمانية للرقابة Zensur. ويقال أن الجمع بين موضوع حساس مثل المواد الإباحية والرقابة على الإنترنت قد تسبب في تزايد الاهتمام في حزب القراصنة.
في تموز 2009 أشارت إلى المشاكل في النضال ضد الاستغلال الجنسي للأطفال في المواد الإباحية على شبكة الإنترنت حيث أن الأشخاص المسؤولين غالبا ما يستخدمون خوادم تقع في أفريقيا أو الهند، حيث «مواد الأطفال الإباحية قانونية». واستند هذا الزعم على دراسة قام بها المركز الدولي للأطفال المفقودين والمستغلين في عام 2006؛ غير أن الصور الإباحية للأطفال هي في الواقع غير مشروعة في الهند. وفعلا لدى المجتمع الهندي قواعد أكثر صرامة من ألمانيا حول وسائل الإعلام المثيرة. وأعربت في وقت لاحق عن أسفها لأنها استشهدت بدراسة غير دقيقة.
وكانت أورسولا فون دير لاين المسؤولة عن طلب لحظر وتقييم ألبوم "Liebe ist für alle da" لفرقة رامشتاين من قبل الإدارة الاتحادية للإعلام الضار لصغار السن.

### حصة النساءفي المجالس
في عام 2013، لم تنجح حملة أورسولا فون دير لاين لإدخال حصة قانونية لمشاركة المرأة في المجالس الإشرافية للشركات في ألمانيا، والتي تتطلب أن تضم مجالس إدارات الشركات على الأقل 20٪ من الإناث بحلول عام 2018، وترتفع إلى 40٪ بحلول عام 2023.

### السياسة الخارجية
أورسولا فون دير لاين من دعاة السياسة الخارجية الأكثر حزما. أحد الأمثلة الصارخة القرار في أيلول 2014 بإرسال الأسلحة إلى قوات الأمن الكردية والعراقية، الذي كسر المحرمات منذ أمد بعيد على إيفاد ألمانيا للأسلحة إلى منطقة نزاع.
على ضوء تدهور العلاقات بين أوروبا وروسيا خلال الأزمة في شبه جزيرة القرم عام 2014، وقالت إن «الاعتماد على حسن سير العلاقات التجارية مع أوروبا هو أكثر أهمية بكثير في روسيا» وأن العقوبات يجب دفع القلة ورجال الأعمال الروس. كما دعت حلف شمال الاطلسي لتقديم دعم أكبر لدول البلطيق أكثر خلال الأزمة في شبه جزيرة القرم.
صوتت أورسولا فون دير لاين في الماضي لصالح المشاركة الألمانية في بعثات الأمم المتحدة لحفظ السلام وكذلك في بعثات حفظ السلام من الاتحاد الأوروبي بتفويض من الأمم المتحدة في القارة الأفريقية، كما هو الحال في الصومال - على حد سواء عملية أتلانتا و'بعثة الاتحاد الأوروبي لتدريب الصومال' - (2009، 2010، 2011، 2012، 2013، 2014 و2015)، دارفور/السودان (2010، 2011، 2012، 2013، 2014 و2015)، وبعثة الأمم المتحدة في جنوب السودان (2011، 2012، 2013، 2014 و2015) وبعثة تدريب الاتحاد الأوروبي في مالي (2013 و2014 و2015)، وجمهورية أفريقيا الوسطى (2014)، وبعثة الأمم المتحدة في ليبريا (2015).

### التكامل الأوروبي
في مقابلة عام 2011 مع دير شبيغل، أعربت أورسولا فون دير لاين عن تفضيلها ل «الولايات المتحدة الأوروبية- تدار على غرار الدول الاتحادية سويسرا وألمانيا والولايات المتحدة الأمريكية» التي من شأنها الاستفادة من حجم أوروبا من خلال الاتفاق على القضايا الجوهرية المتعلقة بسياسات التمويل والاقتصاد والضرائب. كبحت ميركل أورسولا فون دير لاين عندما كانت وزيرة للعمل، في نفس العام لمطالبة اليونان عرض ضمانات لقروض طارئة لتفادي أي تخلف في الدفع.
في عام 2014 وبمناسبة مرور مائة عام على بداية الحرب العالمية الأولى، أورسولا فون دير لاين - بصفتها وزير الدفاع - دشنت نصب تذكاري ليوم الهدنة في أبلاين سان نازير جنبا إلى جنب مع الرئيس الفرنسي فرانسوا هولاند ورئيس وزاراء ولاية شمال الراين وستفاليا «هانيلور كرافت»، وكذلك المسؤولين البريطانيين والبلجيكيين.
في عام 2015، جادلت أورسولا فون دير لاين أن شكلا لجيش أوروبي ينبغي أن يكون لهدف طويل الأجل للمنطقة. وقالت أيضا إنها مقتنعة حول الهدف من قوة عسكرية مشتركة، كما أنها كانت مقتنعة بأنه "ربما ليس أطفالي، ولكن بعد ذلك أحفادي سوف يشهدون الولايات المتحدة الأوروبية". في أذار 2015، قالت إنها ونظرائها من فرنسا وبولندا، "جان إيف لو دريان" و"توماس سيمونياك"، أحيوا صيغة اجتماع يهدف إلى تعزيز التعاون بين الدول الثلاث في مناطق الأزمات من خلال عقد أول اجتماع لهم بين وزيري دفاع مثلث فايمار منذ عام 2007. وبعد استفتاء على عضوية المملكة المتحدة والاتحاد الأوروبي في عام 2016، قالت إن المملكة المتحدة "شلت" الجهود الأوروبية لدمج السياسة الأمنية و" عرقلت باستمرار كل شيء معنون ب"أوروبا".

### إسرائيل – فلسطين
في الذكرى الخامسة والسبعين لإنشاء دولة إسرائيل، أشارت فون دير لاين إلى إسرائيل باعتبارها "ديمقراطية نابضة بالحياة في الشرق الأوسط جعلت الصحراء تزدهر". خلال الحرب بين إسرائيل وحماس عام 2023، في 13 أكتوبر 2023، زارت إسرائيل للتعبير عن تضامنها مع إسرائيل، تعرضت لانتقادات عدة من قبل المشرعين والدبلوماسيين في الاتحاد الأوروبي لدعمها إسرائيل وعدم دعوتها إلى وقف إطلاق النار. كان من بين ما انتقد موقفها المؤيد لإسرائيل منسق السياسة الخارجية بالاتحاد الأوروبي جوزيب بوريل والذي قال إنه يقوض الموقف الجيوسياسي لأوروبا.

## خلاف

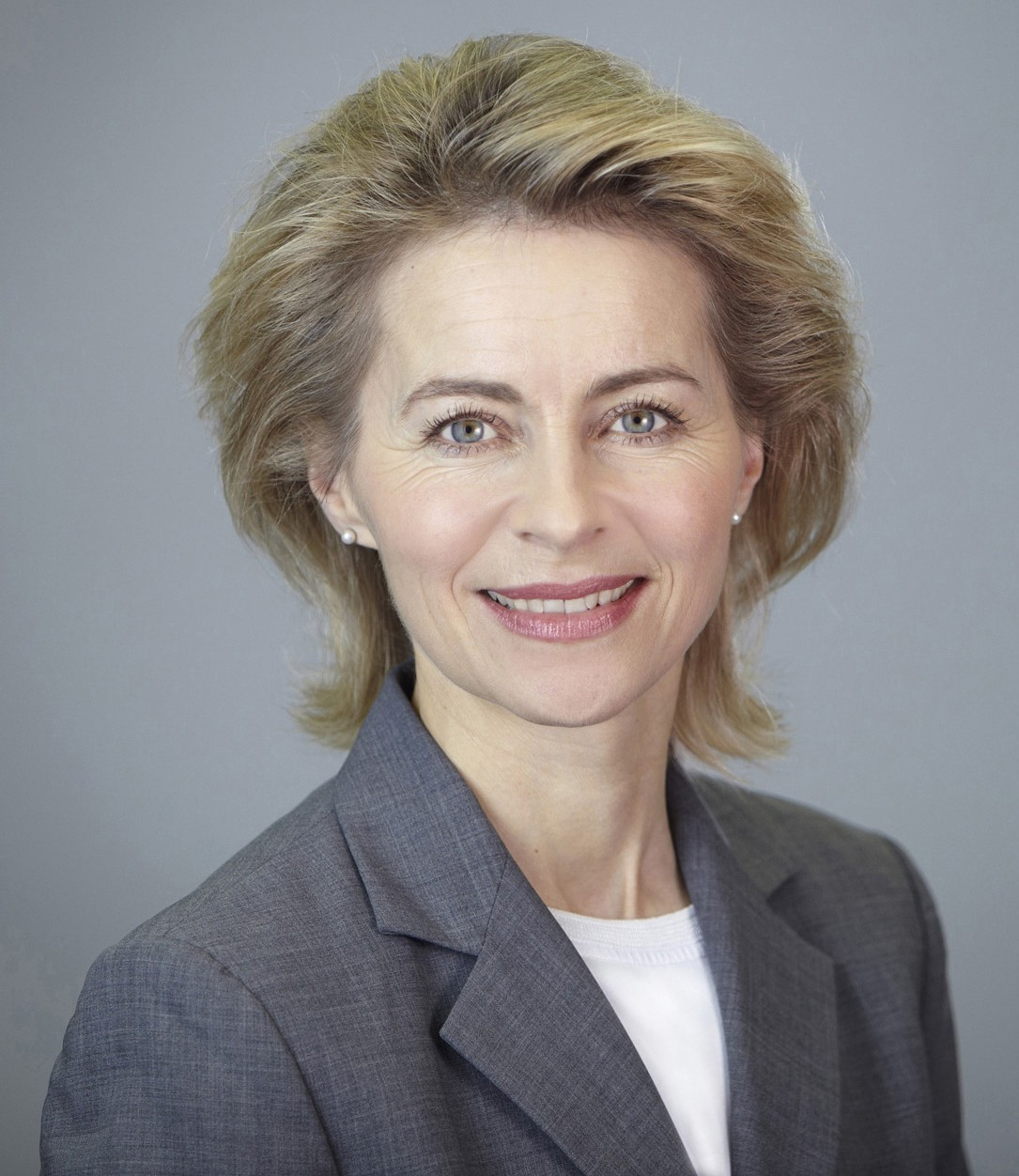
الصورة الرسمية لأورسولا فون دير لاين، وزيرة العمل والشؤون الاجتماعية الاتحادية.

### التشكيك بمؤهلها الأكاديمي
في 27 أيلول عام 2015، ذكر موقع صيد الانتحال "VroniPlag wiki" بأنه وجد «عناصر من الانتحال» في 27 صفحة من أطروحة الدكتوراه لأورسولا فون دير لاين. نفت أورسولا هذه المزاعم وطالبت لجنة مستقلة بالتحقيق معهم. بعد الفحص الأولي، بدأت الجامعة تحقيقا رسميا. في أذار 2016 تم تبرئتها من هذه الادعاءات.
في تشرين الأول عام 2015، انتقد ممثل جامعة ستانفورد أورسولا فون دير لاين لضمها لأنشطة في الجامعة في السيرة الذاتية التي نشرت على موقعها على الإنترنت، على الرغم من أنها لم تتلق أي تصديق أكاديمي عليهم. تم بعد ذلك التنويه إلى أنها قد ادعت أنها خدمت في جامعة ستانفورد باعتبارها «ضيف تدقيق»، وهي وظيفة لا وجود لها.

## نشاطات أخرى
- مبادرة Total E-Quality، عضو مجلس الأمناء[102]
- المنتدى الاقتصادي العالمي، عضو مجلس الأمناء[103]
- كأس العالم لكرة القدم للسيدات 2011، عضو مجلس الأمناء[104]

## الحياة الشخصية
أورسولا فون دير لاين متزوجة من هايكو فون دير لاين، أستاذ الطب والرئيس التنفيذي لشركة تطوير الأعمال (الهندسة الطبية) وعضو في أسرة فون دير لاين عائلة أرستقراطية معروفة بصناعية الحرير. التقت به في جوقة الجامعة في غوتنغن.
لدى أورسولا وهايكو فون دير لاين سبعة أبناء، ديفيد (1987) وصوفي (1989) ودوناتا (1992) زالتوائم فيكتوريا ويوهانا (1994) وإيغمونت (1998) وغراسيا (1999). حتى أواخر عام 2014، عاشت العائلة جنبا إلى جنب مع والدها إرنست ألبرشت، الذي كان قد تم تشخيص حالته الصحية بمرض ألزهايمر، في مزرعة بالقرب من هانوفر.

## روابط خارجية
- أورسولا فون دير لاين على موقع IMDb (الإنجليزية)
- أورسولا فون دير لاين على موقع الموسوعة البريطانية (الإنجليزية)
- أورسولا فون دير لاين على موقع مونزينجر (الألمانية)
- أورسولا فون دير لاين على موقع ديسكوغز (الإنجليزية)

| المناصب السياسية       | المناصب السياسية                          | المناصب السياسية            |
| ---------------------- | ----------------------------------------- | --------------------------- |
| سبقه ريناته شميدت      | وزير شؤون الأسرة والشباب 2005–2009        | تبعه كريستينا شرودر         |
| سبقه فرانتس يوسف يونغ  | وزير العمل والشؤون الاجتماعية 2009–2013   | تبعه أندريا ناليس           |
| سبقه توماس دي مايتسيره | وزير الدفاع 2013–2019                     | تبعه أنغريت كرامب كارينباور |
| سبقه جان كلود يونكر    | رئيس المفوضية الأوروبية 2019–الوقت الحاضر | الحالي                      |